# Leucoloma crosbyi
Leucoloma crosbyi är en bladmossart som beskrevs av La Farge-England 1992. Leucoloma crosbyi ingår i släktet Leucoloma och familjen Dicranaceae. Inga underarter finns listade i Catalogue of Life.